# Koritnice
Koritnice este o localitate din comuna Ilirska Bistrica, Slovenia, cu o populație de 152 de locuitori.